# 噴気孔 (地質学)

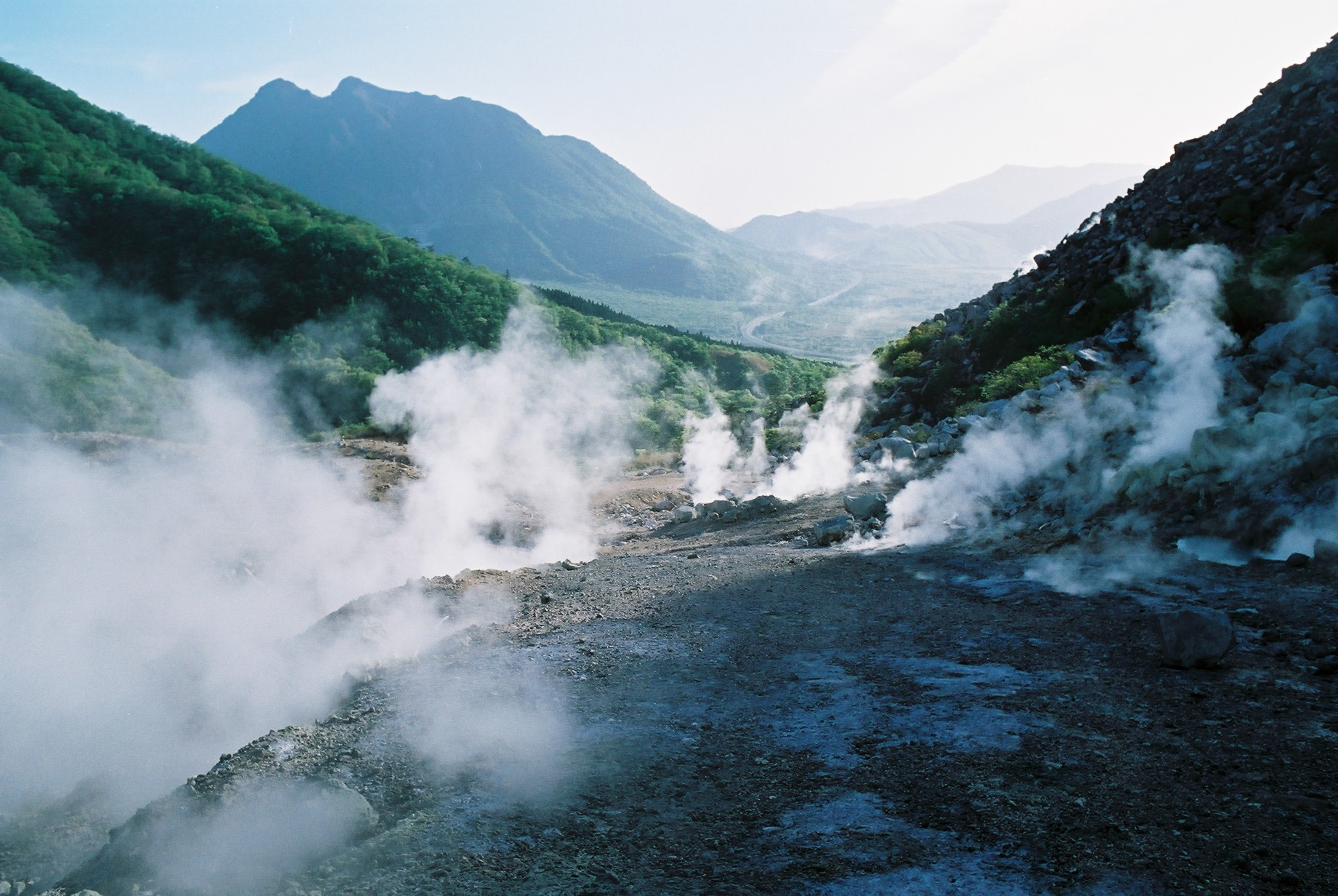
伽藍岳の噴気地帯

噴気孔（ふんきこう、fumarole）とは、火山活動およびそれに伴う熱水活動によってガスが噴出する穴。噴気口とも表記する。溶岩なども噴出する穴は火口と呼ばれるが、両者は単純にサイズによって大まかに使い分けられる。噴気孔が拡大して火口となり噴火に至る事例もあるし、噴気孔が拡大して火口と呼ばれるようになるが噴火したことがない火口というのも存在する(伽藍岳など）。
噴気の成分は、水蒸気や二酸化炭素が主であるが、噴気中に硫黄分が多い場合では周囲に純度の高い硫黄が結晶するために硫黄鉱山として開発されることがある(日本各地の硫黄山や硫黄島を参照）。また硫化水素、二酸化硫黄を多く含む場合は、しばしば観光客の中毒死の原因となることがある。

## 火山昇華物
火山の噴気孔の周囲に集積した鉱物のことを「火山昇華物」という。火山ガス中の成分が、冷却あるいは空気によって酸化されたり、周囲の岩石などとの化学反応を起こしたりすることによって生じる。火山昇華物には、硫黄、たんぱく石、明礬、ホウ酸、石膏、硬石膏、塩化アンモニウム、雄黄、鶏冠石、あられ石、磁鉄鉱、赤鉄鉱、黄鉄鉱、白鉄鉱などがある。